# Marbles
Marbles is het dertiende studioalbum van Marillion. 
Het werd opgenomen in een driejaar tijdspanne 2002-2004, de band had de tijd; het album is opgenomen in de eigen geluidsstudio The Racketclub in Aylesbury. Ondanks de lange periode werd het vlak voor de release nog een haastklus, muziekproducent Dave Meegan kreeg het zelf niet af en moest Steven Wilson en Mike Hunter (geluidstechnicus) inschakelen om het album op tijd de deur uit te krijgen. Toen dat zou gebeuren ging de Engelse PTT in staking...De financiering van het album kwam deels uit preorders; degenen die het album vooraf bestelden kregen een 2-cd opgestuurd een week voordat de officiële release van een enkele compact disc plaatsvond. Bovendien werd hun naam in het tekstboekje vermeld, dat 13.000 namen toonde van mensen die voor 1 januari 2004 hun bijdragen hadden geleverd. De 2-cd-versie werd in 2011 alsnog op de markt gebracht. Marbles (knikkers) verwijst naar de hoes waarop voorzijde (en achterzijde) mensen staan afgebeeld waarbij de ogen afgeschermd zijn door middel van tussen duim en wijsvinger geplaatste knikkers. De toeschouwer ziet daardoor twee glasharde ogen; de afgebeelde persoon kan de buitenwereld niet goed bekijken. Centraal thema is die verstoorde blik op de wereld. Het Engelse I lost my marbles betekent "de weg kwijt zijn". 
De oorspronkelijke 2cd-verise werd verpakt in een kartonnen doosje naar ontwerp van Carl Glover, bekend van werk voor bijvoorbeeld Bass Communion.
Het album werd goed ontvangen binnen de progressieve rock, al waren er ook opmerkingen dat de gehanteerde stijl wel erg leek op de voorgaande albums. album haalde noteringen in Engeland, Duitsland, Frankrijk, Nederland (5 weken met hoogste plaats 42) en Italië.  

## Musici
- Steve Hogarth – zang
- Steve Rothery – gitaar
- Pete Trewavas – basgitaar
- Mark Kelly – toetsinstrumenten
- Ian Mosley – drumstel

## Muziek
Het grootste deel van de nummers wordt achterelkaar doorgespeeld. Het gehele album is gebaseerd op een gedicht Marbles van Hogarth dat terug te vinden is in de vier delen Marbles.      

| Nr. | Titel                       | Duur  |
| --- | --------------------------- | ----- |
| 1.  | The invisible man           | 13:38 |
| 2.  | Marbles I                   | 1:43  |
| 3.  | Genie                       | 4:54  |
| 4.  | Fantastic place             | 6:13  |
| 5.  | The only unforgivable thing | 7:13  |
| 6.  | Marbles II                  | 2:03  |
| 7.  | Ocean cloud                 | 17:58 |

| Nr. | Titel               | Duur  |
| --- | ------------------- | ----- |
| 1.  | Marbles III         | 1:52  |
| 2.  | The damage          | 4:35  |
| 3.  | Don’t hurt yourself | 5:49  |
| 4.  | You’re gone         | 6:26  |
| 5.  | Angelina            | 7:43  |
| 6.  | Drilling holes      | 5:12  |
| 7.  | Marbles IV          | 1:26  |
| 8.  | Neverland           | 12:10 |

You’re gone werd uitgebracht op single en bracht het tot de Engelse en Nederlandse hitparade (zes weken met hoogste plaats nummer 8). De tweede single Don’t hurt yourself had het moeilijker in Nederland (vijf weken met hoogste plaats 35).

## Vervolg
Marillion legde het werk ook drie keer live vast (gegevens 2020): Marbles Live (2004), Marbles by the sea (2005) en Marbles in the park (2016). 